# Alistair Darling
Alistair Darling (ur. 28 listopada 1953 w Londynie, zm. 30 listopada 2023 w Edynburgu) – brytyjski polityk, członek Partii Pracy, były kanclerz skarbu.

## Życiorys

### Wczesne lata życia
Jest synem Thomasa i Anny Darlingów. Wychowywał się w Szkocji. Wykształcenie odebrał w Kirkcaldy oraz w prywatnej szkole Loretto School w Musselburgh w East Lothian. Następnie ukończył prawo na uniwersytecie w Aberdeen, a następnie podjął praktykę adwokacką. Jednocześnie od 1982 r. zasiadał we władzach samorządowych hrabstwa Falkirk. W latach 1985–1987 był gubernatorem Napier College.

### Początki kariery politycznej
W 1987 r. został członkiem Izby Gmin jako reprezentant okręgu Edinburgh Central. Początkowo, jako tzw. „backbencher”, czyli deputowany zasiadający w mało prestiżowych tylnych ławach parlamentu, wspierał Solicitors Scotland Act. Wkrótce potem jego kariera nabrała rozpędu. W 1988 r. został rzecznikiem opozycji ds. spraw wewnętrznych, a cztery lata później ds. finansów. W 1996 został naczelnym sekretarzem skarbu w gabinecie cieni Partii Pracy, a rok później, po zwycięskich dla jego partii wyborach, objął to stanowisko w rzeczywistym gabinecie.

### Na stanowiskach ministerialnych
W 1998 r. został ministrem ds. zabezpieczenia społecznego (później resort został przekształcony w ministerstwo pracy i emerytur). W 2002 r. objął stanowisko ministra transportu, na którym zastąpił krytykowanego Stephena Byersa. Obejmując nowe stanowisko Darling postawił sobie za cel „usunięcie resortu transportu z celownika opinii publicznej”. Udało mu się to zrealizować, aczkolwiek naraził się na krytykę, że oprócz „usuwania” minister nie poświęcał zbyt wiele uwagi swojemu resortowi. Za urzędowania Darlinga powstałą Network Rail, nowa spółka zarządzająca kolejami. Darling odpowiadał również za wprowadzenie nowych aktów prawnych dotyczących dziedzin w kompetencji jego rzędu. Były to Railways and Transport Safety Act z 2003 r. i Railways Act z 2005 r.
Pozostając ministrem transportu Darling otrzymał w 2003 r. stanowisko ministra ds. Szkocji. Resortami transportu i Szkocji kierował do 2006 r., kiedy to powołano go na ministra handlu i przemysłu. W związku w utworzeniem odrębnego szkockiego parlamentu przed wyborami 2005 r. zniesiono okręg Edinburgh Central. Darling wystartował więc z nowego okręgu Edinburgh South West.
28 czerwca 2007 r. nowy premier Gordon Brown powierzył mu urząd kanclerza skarbu, który sam pełnił przez ostatnią dekadę. Media z uwagą obserwowały pierwsze poczynania nowego Kanclerza i szybko zwróciły uwagę, że trzech spośród czterech młodszych ministrów Skarbu Jej Królewskiej Mości to kobiety. Ekipa Darlinga otrzymała więc od mediów nazwę Darling's Darlings. We wrześniu 2007 r. Darling podjął decyzję udzielenia pomocy finansowej przez Bank Anglii prywatnemu bankowi Northern Rock, który znalazł się w poważnych problemach finansowych. Z Banku Anglii przetransferowano do Northern Rock 20 miliardów funtów. Pomoc prywatnemu bankowi udzielona z pieniędzy państwowych spowodowała krytykę tej decyzji Darlinga.
Darling był jednym z trzech, oprócz Browna i Jacka Strawa, ministrem, którzy byli nieprzerwanie członkami gabinetu od momentu objęcia władzy przez laburzystów w 1997 r. do przegranych wyborów parlamentarnych w 2010 r.

## Życie prywatne
Jest żonaty z Margaret McQueen Vaughan (byłą dziennikarką Sunday Standard) od 1986 r. i ma z nią syna Caluma, urodzonego w 1988 r., który studiował prawo na uniwersytecie w Aberdeen, oraz córkę Annę, urodzoną w 1991 r.